# Neuseeländische Fußballnationalmannschaft (U-17-Junioren)
Die neuseeländische U-17-Fußballnationalmannschaft ist eine Auswahlmannschaft neuseeländischer Fußballspieler. Sie unterliegt der New Zealand Football und repräsentiert sie international auf U-17-Ebene, etwa in Freundschaftsspielen gegen die Auswahlmannschaften anderer nationaler Verbände, bei U-17-Ozeanienmeisterschaften und U-17-Weltmeisterschaften.
Die Mannschaft wurde siebenmal Ozeanienmeister (1997, 2007, 2009, 2011, 2013, 2015, 2017, 2018 und 2023).
Bei Weltmeisterschaften erreichte sie 2009 und 2011 das Achtelfinale, verlor jedoch gegen Nigeria beziehungsweise Japan.

## Teilnahme an U-17-Weltmeisterschaften
(Bis 1989 U-16-Weltmeisterschaft)
| 1985 | nicht qualifiziert |
| 1987 | nicht qualifiziert |
| 1989 | nicht qualifiziert |
| 1991 | nicht qualifiziert |
| 1993 | nicht qualifiziert |
| 1995 | nicht qualifiziert |
| 1997 | Vorrunde           |
| 1999 | Vorrunde           |
| 2001 | nicht qualifiziert |
| 2003 | nicht qualifiziert |
| 2005 | nicht qualifiziert |
| 2007 | Vorrunde           |
| 2009 | Achtelfinale       |
| 2011 | Achtelfinale       |
| 2013 | Vorrunde           |
| 2015 | Achtelfinale       |
| 2017 | Vorrunde           |
| 2019 | Vorrunde           |
| 2023 | Vorrunde           |

## Teilnahme an U-17-Ozeanienmeisterschaften
(Bis 1989 U-16-Ozeanienmeisterschaft)
| 1983   | 2. Platz |
| 1986   | 2. Platz |
| 1989   | 2. Platz |
| 1991   | 2. Platz |
| 1993   | Vorrunde |
| 1995   | 2. Platz |
| 1997   | Sieger   |
| 1999   | Vorrunde |
| & 2001 | 2. Platz |
| & 2003 | Vorrunde |
| 2005   | Vorrunde |
| 2007   | Sieger   |
| 2009   | Sieger   |
| 2011   | Sieger   |
| & 2013 | Sieger   |
| & 2015 | Sieger   |
| & 2017 | Sieger   |
| & 2018 | Sieger   |
| 2023   | Sieger   |